# Pedro de Noronha
D. Pedro de Noronha (Astúrias, 1382 - Lisboa, 12 de agosto de 1452), neto de D. Fernando I, último rei da 1ª Dinastia, foi arcebispo de Lisboa (1424-1452) e uma das figuras mais poderosas da Corte da primeira metade do século XV.
Há historiadores de arte que defendem que é uma das personagens presentes nos enigmáticas Painéis de São Vicente de Fora.

## Biografia
D. Pedro de Noronha, o 1º deste nome, era filho de D. Afonso, conde de Noronha (Astúrias), condado que incluía o senhorio de Gijón, e de sua mulher a condessa D. Isabel, e neto (natural) paterno do rei D. Henrique II de Castela e materno do rei D. Fernando I de Portugal. D. Pedro foi o primogénito, tendo como irmãos mais novos D. Fernando de Noronha, 2.º conde de Vila Real, D. Sancho de Noronha, 1.º conde de Odemira , e ainda D. Constança de Noronha, duquesa de Bragança, pelo seu casamento sem geração com D. Afonso, primeiro duque deste título, e do qual foi segunda mulher.
Com a morte de seu pai, em França, em 1395, D. Pedro e seus irmãos, todos ainda menores, vieram para Portugal, ficando aos cuidados de seu tio-avô o rei D. João I, a instâncias de quem D. Pedro foi bispo de Évora (1419-1423), por nomeação do Papa Martinho V, a 11 de Janeiro de 1419.
Falecendo o arcebispo de Lisboa, D. Diogo Álvares, Martinho V elevou-o depois à cátedra da segunda arquidiocese do país, embora contra a vontade do Cabido da Sé, que preferia ver-se sentar no trono arquiepiscopal o chantre da Sé de Coimbra, D. Fernando.
Pela sua origem na mais alta nobreza, porventura seguindo a carreira não tanto por vocação, mas antes por imposição de D. João I, o prelado muitas vezes esqueceu as suas obrigações pastorais e teve primeiro um filho de uma D. Isabel, cuja identidade se desconhece, e depois manteve uma relação pública com Branca Dias Perestrelo (c. 1419 -), moça da rainha D. Leonor de Aragão, de quem teve os restantes filhos, que era filha do donatário da ilha do Porto Santo, Bartolomeu Perestrelo e de sua 1ª mulher Branca Dias, como refere Salazar y Castro, delegando os seus poderes em vigários-gerais que encarregava de administrar a diocese: Cristóvão Anes, o chantre da Sé Afonso Anes, e ainda o prior de Aveiras João de Elvas.
Por tudo isto, foi repreendido por Martinho V, tendo-se justificado diante do concílio provincial reunido em Braga pelo arcebispo D. Fernando da Guerra, em 22 de dezembro de 1426.
Em 1427, D. João I enviou-o como embaixador à corte de Aragão para negociar o casamento do infante D. Duarte com Leonor de Aragão, irmã de Afonso V de Aragão e quinta filha do rei Fernando de Trastâmara.
A afeição que devotou à rainha levou a que se tornasse um seu apoiante logo após a morte do rei D. Duarte, altura em que esta, designada como regente pelo seu marido, se via forçada pelos Três Estados a ceder o poder ao cunhado, o infante D. Pedro, duque de Coimbra.
O arcebispo mandou então fortificar o seu Paço, apropinquado ao Castelo de São Jorge, chegando mesmo a querer apoderar-se do Paço da Alcáçova que ali se situava, para fazer valer as pretensões da rainha-viúva à regência; mas como a Câmara de Lisboa reagisse, e mandasse derrubar os cubelos do seu paço, o arcebispo resignou e retirou-se para a vila de Alhandra.
Os agravos entre a Câmara e o arcebispo prosseguiram, redigindo aquela uma série de capítulos onde expunha as más ações cometidas por D. Pedro de Noronha. Considerando-se injuriado, retirou-se para Castela, tendo o regente D. Pedro sequestrado as suas rendas. Contudo, os seus apoiantes não deixaram de pressionar a Santa Sé, levando a que, pela intervenção de Urbano VI, o regente o deixasse regressar a Lisboa, em 1442.
É de salientar a sua presença na batalha de Alfarrobeira, ao lado de D. Afonso V de Portugal contra o infante D. Pedro. 
Em 1445, ordenou que a Igreja de Santa Maria, em Ourém, passasse a colegiada.
Faleceu em Lisboa, estando sepultado na capela do Santíssimo Sacramento da Sé de Lisboa.

## Descendência
Deixou assim filhos ilegítimos, mas legitimados por carta real (13 de Agosto de 1444), com todos os direitos como se legítimos fossem, o mais velho (D. João) de uma D. Isabel, e os três seguintes (D. Isabel, D. Pedro e D. Fernando) de Branca Dias (Perestrello), concluindo-se por outras vias que os restantes filhos (não legitimados) são também de Branca Dias:
1. D. João de Noronha, alcaide-mor de Óbidos, (1420 -), que casou com D. Filipa de Ataíde e D. Mécia de Vasconcelos, com geração extinta.
2. D. Isabel de Noronha, marquesa de Montemor-o-Novo (c. 1441 -), que casou com D. João, marquês de Montemor-o-Novo, sem geração.
3. D. Pedro de Noronha (c. 1442 - entre Setembro de 1491 e 14 de Fevereiro de 1492), senhor do Cadaval, comendador-mor da Ordem de Santiago, mordomo-mor de D. João II, de quem foi embaixador de obediência a Inocêncio VIII em 1485 e foi quem impetrou a Bula da Cruzada. Casou em 1463 com D. Catarina de Távora, filha herdeira de Martim de Távora, reposteiro-mor e meirinho-mor (21 de Abril de 1445) de D. Afonso V, e de sua mulher D. Beatriz de Ataíde. Com geração conhecida, representada nos condes dos Arcos.
4. D. Fernando de Noronha, (1443-1509), alcaide-mor de Salir, guarda-mor e governador da Casa da rainha D. Joana, a «Excelente Senhora», casou em 1475 com D. Constança de Albuquerque, irmã herdeira do grande Afonso de Albuquerque, com geração (foram pais do vice-rei D. Garcia de Noronha).
5. D. Inês de Noronha (c. 1446 - 27 de Abril de 1495) casou em 1467, com contrato de casamento realizado em 23 de Março com D. João de Almeida, 2º conde de Abrantes e vedor da Fazenda, por carta de 8 de Maio de 1475. D. João sucedeu a seu pai no título, por força da carta que lhe foi concedida pelo rei D. Afonso V de Portugal, em 4 de Janeiro de 1480 e que D. João II de Portugal confirmou em 8 de Abril de 1484; morreu a 9 de Outubro de 1512. D. Inês e o marido encontram-se sepultados na igreja de Santa Maria do Castelo, na cidade de Abrantes. Com geração conhecida.
6. D. Leão de Noronha, morreu solteiro nas guerras entre o Reino de Portugal e o Reino de Castela.
7. D. Leonor de Noronha (c. 1451 – a. 1519), que casou com Lopo de Albuquerque, 1º conde de Penamacor, com geração conhecida.